# Fort Marlborough
El Fort Marlborough és una fortalesa situada al costat de la bocana del port de Maó, a la Cala de Sant Esteve, dins el municipi menorquí d'Es Castell. Va ser construït pels britànics entre 1710 i 1726, que li van donar el nom del general més destacat de l'època, Sir John Churchill, duc de Marlborough, al qual els seus enemics francesos van immortalitzar en una cançó infantil com a Mambrú, simplificant-ne la pronunciació.
Una bona part de la fortificació està excavada a la roca, de manera que queda gairebé mimetitzada amb el paisatge. La finalitat de la galeria d'entrada, la galeria de contraescarpa que rodeja el foso i les contramines que surten radialment d'aquesta tenien com a objectiu protegir el recinte central i les seves quatre peces d'artilleria. Aquestes peces són emplaçades en plataformes semicirculars per l'artilleria a barbeta.
Actualment, l'interior alberga una exposició amb mitjans moderns i sistemes audiovisuals, però de manera respectuosa amb el monument, que mostra la vida a Menorca als segles XVII i XVIII, quan l'illa era un port mediterrani cobdiciat especialment per pirates (Barbarossa, Mustafà, Piali, etc.) i pels britànics, que desitjaven poder tenir un port a la mediterrània.

## Història
El Fort Marlborough va ser construït entre 1710 i 1726, durant la primera dominació britànica de Menorca, i va tenir una especial importància en la defensa contra els francesos i contra els espanyols durant tot el temps que els britànics van ser a l'illa. En particular va sofrir dos grans setges importants, un el 1756 per part dels francesos i l'altre el 1781 dels espanyols, que van fer perdre el domini de Menorca als britànics. En ambdós casos, la guarda britànica al fort estava composta per 15 artillers, 50 infants i un capità:
- El 1756, les tropes franceses, comandades per duc de Richelieu van atacar el fort i així van arrabassar l'illa als britànics durant set anys, de 1756 a 1763, quan els britànics la van recuperar.
- El 1781, una flota espanyola capitanejada pel duc de Crillón va aconseguir també conquerir l'illa als britànics, que ràpidament la van reconquerir.

Durant el segon domini britànic, el 1781, hom decideix reforçar i reestructurar el fort per a poder defensar-se millor devant de potencials nous setges. La nova configuració del fort, tal com roman actualment, va ser obra del capità en cap d'enginyers d'Arcy, que també va decidir construir la torre d'en Penjat (o torre Stuart) del port de Maó. La torre d'en Penjat és una torre de tipus Martello que està sobre un turó i unida al fort per un parapet de pedra. En aquesta època, per a defensar el port de Maó hom disposava de tres pols estratègics fortificats: el fort Marlborough, la torre d'en Penjat i el castell de Sant Felip.